# Rodolfo Quezada Toruño
Rodolfo Quezada Toruño, né le 8 mars 1932 à Guatemala et mort le 4 juin 2012 dans la même ville, est un cardinal guatémaltèque de l'Église catholique romaine, archevêque de Guatemala de 2001 à 2010.

## Biographie

### Formation
Rodolfo Quezada Toruño est titulaire d'un doctorat en droit canon.
Il a été ordonné prêtre le 21 septembre 1956 pour le diocèse de Guatemala.

### Prêtre
Son ministère sacerdotal a été varié : vicaire en paroisse, chapelain universitaire, vice-chancelier de l'archidiocèse de Guatemala, recteur du séminaire national de l'Assomption à Guatemala.

### Évêque
Nommé évêque auxiliaire de Zacapa (Guatemala) le 5 avril 1972, il a été consacré le 13 mai suivant. En 1975, il est nommé évêque coadjuteur de ce diocèse et en devient évêque le 16 février 1980.
Le 19 juin 2001, il est nommé archevêque de Guatemala.
Il a présidé la Conférence épiscopale du Guatemala de 1988 à 1992 et de 2002 à 2006.
La pape Benoît XVI accepte sa démission de sa charge d'archevêque de Guatemala, pour raison d'âge, le 2 octobre 2010.

### Cardinal
Lors du consistoire du 21 octobre 2003, il est créé cardinal par Jean-Paul II avec le titre de cardinal-prêtre de S. Saturnino.
Au sein de la Curie romaine, il est membre du Conseil pontifical pour la culture et de la Commission pontificale pour l'Amérique latine.

## Succession apostolique
Rodolfo Quezada Toruño a ordonné les évêques suivants :
- Évêque José Aníbal Casasola Sosa (de) (2004)
- Évêque Gustavo Rodolfo Mendoza Hernández (de) (2004)
- Archevêque Gonzalo de Villa y Vásquez (es), S.I. (2004)
- Évêque Bernabé de Jesús Sagastume Lemus (de), O.F.M.Cap. (2007)
- Évêque Mario Fiandri (it), S.D.B. (2009)